# 難波孝一
難波 孝一（なんば こういち、1949年9月1日 - ）は、日本の裁判官、弁護士。東京地方裁判所所長代行や、東京高等裁判所部総括判事を経て、森・濱田松本法律事務所客員弁護士、法務省司法試験考査委員。

## 人物・経歴
1972年中央大学法学部法律学科卒業。司法修習を経て、1979年東京地方裁判所判事補任官。1982年釧路地方裁判所帯広支部判事補。1984年最高裁判所事務総局民事局付。1986年東京地方裁判所判事補。1987年千葉地方裁判所判事補。1990年広島高等裁判所判事職務代行。1993年最高裁判所司法研修所教官（民事裁判）。。
1994年法務省司法試験考査委員（民法）。1997年東京地方裁判所判事。1999年東京地方裁判所部総括判事。2008年法務省法制審議会委員（非訟手続・家事審判）。2009年東京地方裁判所部総括判事所長代行。2010年熊本地方裁判所長。2012年東京高等裁判所部総括判事。
2014年定年退官、東京弁護士会弁護士登録、森・濱田松本法律事務所客員弁護士。2016年法務省司法試験考査委員（民事訴訟法）、筑波大学法科大学院有識者会議委員。2019年にはKYB外部調査委員会委員長として、免震装置のデータ改ざん問題の調査にあたった。同年アドバンテスト取締役 監査等委員。2020年富士通補欠監査役。2021年春の叙勲で瑞宝重光章受章。

## 裁判
- ライブドア事件で有価証券報告書に虚偽記載があったとして、堀江貴文元社長らに損害賠償を命じた[6]。
- NHK受信料契約は、契約に応じる意思を示さなくても、2週間たてば契約が成立すると判示し、被控訴人に支払いを命じた[7]。

## 著書
- 『少額訴訟の審理方法に関する研究: よりやさしい運営をめざして』（共著）司法研修所 2001年
- 『民事証拠法大系』（門口正人、福田剛久、金井康雄と共編）青林書院 2003年 - 2005年
- 『労働事件審理ノート』（山口幸雄、三代川三千代と共編）判例タイムズ社 2005年
- 『要件事実の基礎理論』（伊藤滋夫と共編）青林書院 2005年
- 『民事事実認定重要判決50選』（奥田隆文と共編）立花書房 2015年
- 『企業訴訟総論』（稲生隆浩、横田真一朗、金丸祐子と共著）中央経済社 2017年
- 『業務場面でつかむ！民法改正で企業実務はこう変わる』（監修）第一法規出版 2018年